# Mathieu Tanguy
Pour les articles homonymes, voir Tanguy.

a Compétitions nationales et continentales officielles uniquement.

b Matchs officiels uniquement.
Dernière mise à jour le 7 novembre 2023.
Mathieu Tanguy, né le 5 juin 1996 à La Rochelle (Charente-Maritime), est un joueur français de rugby à XV jouant au poste de deuxième ligne à l'USA Perpignan en Top 14.
En club, il remporte avec le RC Toulon la Challenge Cup en 2023.

## Biographie

### Carrière en club
Mathieu Tanguy nait le 5 juin 1996 à La Rochelle et y commence le rugby, au Stade rochelais, à l'école de rugby. Après être passé par toutes les équipes jeunes du Stade rochelais, il intègre le centre de formation du club avant de jouer ses premiers matchs en équipe première lors de la saison 2014-2015.
Il joue le premier match de sa carrière professionnelle le 24 octobre 2014 à l'occasion de la deuxième journée de Challenge européen de la saison 2014-2015, face à l'Aviron bayonnais. Il entre en jeu en cours de match et remplace Leandro Cedaro. Pour sa première saison, il dispute six matchs : trois en Top 14 et trois en Challenge européen.
Il dispute son 100e match en avec les Maritimes le 29 février 2020 à Paris La Défense Arena, juste avant l'arrêt des compétitions en raison de la pandémie de Covid 19. 
En début de saison 2021-2022, le deuxième ligne Rémi Picquette arrive en provenance de Vannes et fait son retour à La Rochelle. Il vient ainsi concurrencer Tanguy, Romain Sazy, Thomas Lavault et Will Skelton à ce poste. Picquette devient rapidement la doublure de l'Australien, Skelton et dépasse ainsi Mathieu Tanguy dans la hiérarchie des deuxièmes lignes rochelais. Ainsi, en manque de temps de jeu (9 matchs joués toutes compétitions confondues), et après huit saison passées au Stade rochelais, il rejoint le RC Toulon à l'issue de cette saison et signe un contrat le liant au RCT jusqu'en 2025. 
Il arrive à Toulon où la hiérarchie au poste de deuxième ligne n'est pas du tout établie, surtout depuis le départ d'Eben Etzebeth. Pour la saison 2022-2023, il est alors en concurrence avec Sitaleki Timani, qui sort d'un an sans jouer, Brian Alainu’uese, Swan Rebbadj, Quinn Roux et les deux jeunes espoirs Adrien Warion et Matthias Halagahu. Il joue son premier match avec son nouveau club dès la première journée de Top 14, face à Bayonne, lorsqu'il entre en jeu à la place d'Alainu’uese. Après une saison presque blanche à La Rochelle, il retrouve du temps de jeu durant avec son nouveau club. Dès sa première saison il atteint la finale de la Challenge Cup où son équipe affronte les Glasgow Warriors. Pour cette rencontre, il est titulaire en deuxième ligne aux côtés d'Alainu’uese et son équipe l'emporte sur le score de 43 à 19,.
Le 7 novembre 2023, l'USA Perpignan annonce son recrutement avec effet immédiat pour une durée minimale de trois ans.

### Carrière internationale
Mathieu Tanguy compte 16 sélections avec l'équipe de France des moins de 20 ans pour un essai marqué, entre 2015 et 2016.
En novembre 2022, il est appelé avec les Barbarians français, dans un groupe de 23 joueurs, pour affronter les Fidji au Stade Pierre-Mauroy. Il est titulaire en deuxième ligne aux côtés du joueur du Castres olympique, Kévin Kornath. Les Barbarians s'inclinent finalement sur le score de 14 à 46.

## Statistiques

### En club
| Saison                | Club                  | Championnat | Championnat | Championnat | Compétitions de l'EPCR | Compétitions de l'EPCR | Compétitions de l'EPCR |
| Saison                | Club                  | Compétition | Matchs      | Essais      | Compétition            | Matchs                 | Essais                 |
| --------------------- | --------------------- | ----------- | ----------- | ----------- | ---------------------- | ---------------------- | ---------------------- |
| 2014-2015             | Stade rochelais       | Top 14      | 3           | -           | Challenge européen     | 3                      | -                      |
| 2015-2016             | Stade rochelais       | Top 14      | 9           | -           | Challenge européen     | -                      | -                      |
| 2016-2017             | Stade rochelais       | Top 14      | 16          | 1           | Challenge européen     | 7                      | -                      |
| 2017-2018             | Stade rochelais       | Top 14      | 11          | 1           | Coupe d'Europe         | 3                      | -                      |
| 2018-2019             | Stade rochelais       | Top 14      | 22          | 1           | Challenge européen     | 6                      | -                      |
| 2019-2020             | Stade rochelais       | Top 14      | 17          | 1           | Coupe d'Europe         | 3                      | -                      |
| 2020-2021             | Stade rochelais       | Top 14      | 10          | 1           | Coupe d'Europe         | 1                      | -                      |
| 2021-2022             | Stade rochelais       | Top 14      | 7           | -           | Coupe d'Europe         | 2                      | -                      |
| Total Stade rochelais | Total Stade rochelais | Top 14      | 95          | 5           | Coupes d'Europe        | 25                     | 0                      |
| 2022-2023             | RC Toulon             | Top 14      | 16          | -           | Challenge Cup          | 4                      | -                      |
| 2023-2024             | RC Toulon             | Top 14      | 3           | -           | Champions Cup          | -                      | -                      |
| Total RC Toulon       | Total RC Toulon       | Top 14      | 19          | 0           | Compétitions EPCR      | 4                      | 0                      |
| 2023-2024             | USA Perpignan         | Top 14      | 14          | -           | Challenge Cup          | 1                      | -                      |
| Total USA Perpignan   | Total USA Perpignan   | Top 14      | 14          | 0           | Challenge Cup          | 1                      | 0                      |
| Total                 | Total                 | Top 14      | 128         | 5           | Compétitions EPCR      | 30                     | 0                      |

### Internationales
Mathieu Tanguy a disputé seize matchs avec l'équipe de France des moins de 20 ans en deux saisons, prenant part à deux éditions du Tournoi des Six Nations des moins de 20 ans en 2015 et 2016 et à deux éditions du championnat du monde junior en 2015 et 2016. Il a inscrit un essai, soit cinq points.

## Palmarès
- Stade rochelais
  - Finaliste du Challenge européen en 2019
  - Finaliste du Championnat de France en 2021
- RC Toulon
  - Vainqueur de la Challenge Cup en 2023